# Шишкин, Пётр Иванович
Пётр Ива́нович Ши́шкин (1742—1810) — контр-адмирал (1796) российского флота.

## Биография
Из дворян Псковской губернии, сын коллежского асессора. В мае 1761 года поступил на службу кадетом в Морской корпус. Гардемарин (1764), мичман (1766). Плавал на Балтике и в Ливорно (1764—1765). В 1767 году плавал по Волге на галере «Казань». В 1769—1770 годах на корабле «Святослав» принял участие в экспедиции в Архипелаг (Эгейское море) в составе эскадры контр-адмирала Эльфинстона. Отличился в сражениях с турецким флотом у Наполи-ди-Романья и у Чесмы (1770). Произведён в лейтенанты флота (апрель 1770). В 1771 году на корабле «Три иерарха» отличился в боевых действиях у Негропонта и Метелино. В 1772 году командовал пинком «Сатурн» в Архипелаге. В 1773 году — вновь на корабле «Три иерарха» участвовал в атаке турецких крепостей Будрума и Станчо.
В 1775 году вернулся на Балтику. Капитан-лейтенант флота (август 1775). В 1776—1777 годах командовал яхтой «Екатерина» и кораблём «Чесма». В 1780—1781 годах командовал транспортом «Анна» и фрегатом «Слава». Произведён в капитаны 2-го ранга (январь 1782). В 1782—1784 годах успешно командовал линейным кораблем «Святослав» в эскадре адмирала Чичагова, на котором плавал из Кронштадта в Ливорно и обратно. Произведён за отличие в капитаны 1-го ранга (январь 1784). За 18 морских кампаний награждён орденом Святого Георгия 4-го класса (1784). В 1784 году командирован в Астрахань, где принял командование Каспийской флотилией (до 1791). За время командования флотилией дважды был повышен в чине — как капитан бригадирского ранга (14 апреля 1789) и капитан генерал-майорского ранга (6 июля 1790). В 1791 году был переведён на службу обратно в Балтийский флот. Произведён в контр-адмиралы (18 декабря 1796).
29 января 1799 года был отставлен от активной морской службы с половинным жалованием и правом ношения мундира.

## Семья
Жена — Дарья Васильевна. Дети — Александр, Алексей.